# 오페라 글라스

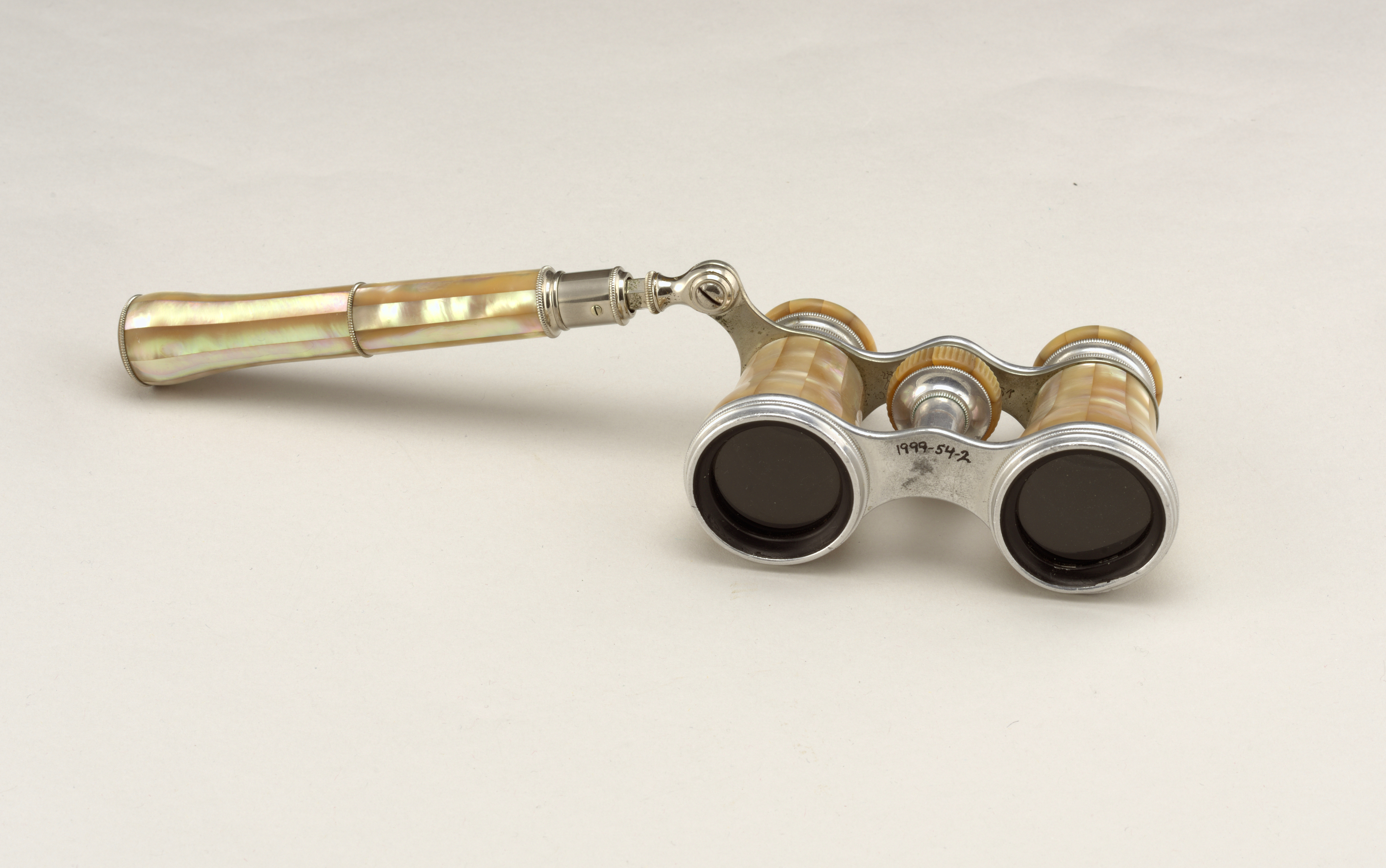
손잡이가 달린 프랑스의 오페라 글라스, 1910년경, 쿠퍼 휴이트 디자인 박물관 소장

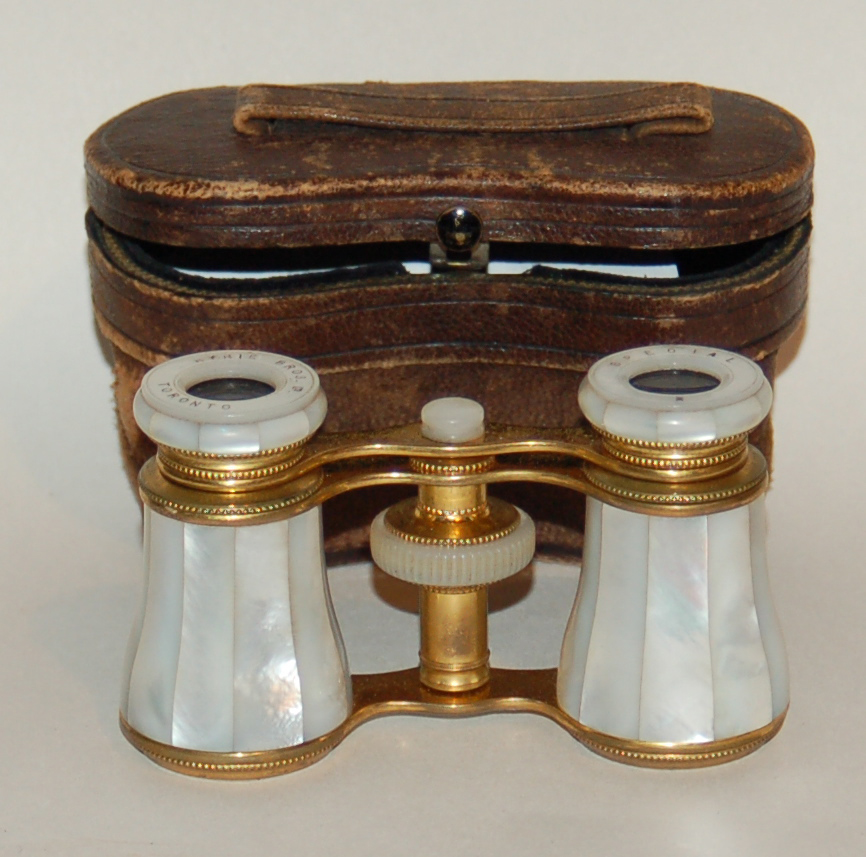
20세기 초 진주 오페라 안경과 가죽 케이스, 안경에는 판매처 "Ryrie Bros. Toronto"의 이름이 새겨져 있다.

오페라 글라스(영어: Opera glasses)는 주로 공연 행사에서 사용되는 소형의 저배율 광학 확대 쌍안경이다. 오페라 글라스라는 명칭은 과거 오페라 공연에서 쌍안경을 전통적으로 사용했던 데서 유래되었으며 극장용 쌍안경(theater binoculars), 갈릴리 쌍안경(Galilean binoculars)이라고도 한다. 극장용 쌍안경의 경우 흔들림을 최소화하고 충분히 넓은 시야를 유지하기 위해 5배 이하의 확대율을 사용한다. 일반적으로는 3배율이 권장된다. 주로 장식용으로 쓰이는 현대 오페라 글라스의 디자인은 19세기에 유행했던 안경인 로니에트를 기반으로 한다. 현대식 극장용 쌍안경에는 대개 LED 손전등이 장착되어 있어 어두운 곳에서도 찾기가 용이하다.
전형적인 쌍안경 형태의 오페라 글라스 외에도 접이식 오페라 글라스도 자주 사용되었다. 이 제품은 대부분 금속과 유리로 만들어졌고, 그립과 색상을 위해 인조 가죽 커버가 달려 있었다. 접이식 글라스는 1890년대부터 어떠한 형태로든 존재해 왔지만 20세기 중반에 가장 인기를 끌었을 것으로 보이며 이 시기 대부분의 오페라 글라스에는 "일본산"(Made in Japan) 또는 덜 흔하게는 "점령지 일본에서 제작"(Made in Occupied Japan)이라는 표시가 있었다. 현대에는 대부분 플라스틱으로 제작된다.

## 같이 보기
- 단안경
- 망원 렌즈
- 접안렌즈
- 스포팅 스코프
- 오페라
- 오페라 모자
- 오페라 클록
- 오페라 장갑